# Stiefan Ponner
Stiefan Juziefowicz Ponner, ros. Стефан Юзефович Поннер (ur. w 1896 r. w Suboticy, zm. ?) – komendant policji kryminalnej w Kalininie, komendant dzielnicowego odcinka pomocniczej policji miejskiej w Smoleńsku, a następnie szef 1 oddziału policji kryminalnej w Mińsku podczas II wojny światowej
Był z pochodzenia Węgrem. Służył w armii austro-węgierskiej. Brał udział w I wojnie światowej. W 1915 r. dostał się do niewoli rosyjskiej, po czym osadzono go w obozie jenieckim. W 1919 r. wstąpił do wojsk bolszewickich. Uczestniczył w walkach z Białymi w szeregach brygady międzynarodowej. Po zakończeniu wojny domowej pozostał w Rosji Radzieckiej. Od 1922 r. należał do Rosyjskiej Partii Komunistycznej (bolszewików). W 1935 r. został z niej wykluczony z powodu aresztowania przez NKWD. Jednakże wkrótce wyszedł na wolność. Następnie pracował w fabryce "Proletarkа" w Kalininie. Po ataku wojsk niemieckich na ZSRR 22 czerwca 1941 r., pozostał w ewakuowanym mieście. Kiedy Niemcy okupowali Kalinin, objął funkcję komendanta policji kryminalnej przy Geheime Feldpolizei. Współpracował ściśle z SD. W grudniu 1941 r. wobec zbliżającej się Armii Czerwonej zbiegł z Kalinina do Smoleńska. Od stycznia 1942 r. był komendantem dzielnicowego odcinka pomocniczej policji miejskiej, zaś od listopada 1943 r. szefem 1 oddziału policji kryminalnej w Mińsku. Awansował do stopnia SS-Obersturmführera. Na pocz. 1944 r. został zwolniony ze służby za wzięcie łapówki. Latem 1944 r. ewakuował się z Mińska do Generalnego Gubernatorstwa, a stamtąd do Niemiec. Po zakończeniu wojny zamieszkał w zachodnich Niemczech, otrzymując obywatelstwo niemieckie.